# Undercover Agents
Undercover Agents è un singolo del gruppo musicale britannico Enter Shikari, il terzo estratto dal loro quinto album in studio The Spark, pubblicato il 20 settembre 2017.

## Descrizione
Dopo aver annunciato Undercover Agents come terzo singolo del loro nuovo album il 20 settembre con la pubblicazione di un estratto di una fittizia documentazione come fatto con i precedenti due singoli, gli Enter Shikari hanno presentato il brano la sera stessa su BBC Radio 1 durante il programma di Huw Stephens. Secondo il cantante Rou Reynolds il brano parla principalmente del saper controllare la propria percezione:
Sempre nella stessa intervista ha puntualizzato che «non è una critica verso chi usa i filtri nelle foto su Instagram», ma che è un modo per esprimere il pensiero che tutti sentono prima o poi, di voler vedere la realtà di ogni cosa e desiderare una connessione reale tra le persone, e che «la musica è uno dei metodi migliori per ottenerla».

## Video musicale
Un video animato ufficiale diretto da George Cheswick è stato pubblicato il 23 maggio 2018 sul canale YouTube del gruppo.

## Tracce
Testi di Rou Reynolds, musiche degli Enter Shikari.
Download digitale – 1ª versione
1. Undercover Agents – 4:30

Download digitale – 2ª versione
1. Undercover Agents – 4:30
2. Undercover Agents (Live at Alexandra Palace 2) – 5:00

## Formazione
Enter Shikari
- Rou Reynolds – voce, tastiera, programmazione
- Rory Clewlow – chitarra, voce secondaria
- Chris Batten – basso, voce secondaria
- Rob Rolfe – batteria, percussioni, cori

Altri musicisti
- David Kosten – tastiera e programmazione aggiuntive